# Vejlø Sogn
Vejlø Sogn er et sogn i Næstved Provsti (Roskilde Stift).
I 1800-tallet var Vester Egesborg Sogn anneks til Vejlø Sogn. Begge sogne hørte til Hammer Herred i Præstø Amt. Vejlø-Vester Egesborg sognekommune gik allerede i 1962 ind i Fladså Kommune, som blev dannet ved kommunalreformen i 1970. Men her blev Vejlø indlemmet i Næstved Kommune i stedet. Ved strukturreformen i 2007 indgik resten af Fladså i Næstved Kommune.
I Vejlø Sogn ligger Vejlø Kirke.
I sognet findes følgende autoriserede stednavne:
- Appenæs (bebyggelse, ejerlav)
- Appenæs Hoved (bebyggelse)
- Basnæs (bebyggelse, ejerlav)
- Dybsø (areal)
- Gavnø (ejerlav, landbrugsejendom)
- Gødensholm (areal)
- Højbjerg (bebyggelse)
- Lindholm (areal)
- Lønned Skov (areal)
- Marbjerg Skov (areal)
- Nylandsmose (areal)
- Rettestrup (bebyggelse, ejerlav)
- Svenstrup (bebyggelse, ejerlav)
- Sønderhoved (areal)
- Terbækshuse (bebyggelse)
- Vejlø (bebyggelse, ejerlav)
- Vejløgård (landbrugsejendom)